# Icezone-Music
Icezone-Music (до 2005 года — Bros-Music) — немецкий музыкальный лейбл. Компания записывает и издаёт музыкальную продукцию преимущественно собственного авторства для немецких и иностранных музыкантов в жанре популярной музыки и поп-рока.

## История
Компания была основана в 1994 году Давидом Брандесом, Филиксом Годером и Джоном Офлинном. Bros-Music быстро приобрела известность как один из крупнейших производителей немецкого евродэнса. Самый популярный проект лейбла — дуэт E-rotic.
В конце 90-x годов на Bros-Music новый материал записывают звёзды евродиско — Bad Boys Blue, Fancy, Dschinghis Khan, Pupo. 3 альбома издаёт известный английский певец, солист Smokie Крис Норман.
C 2005 года, после получившего широкий резонанс скандала с манипуляцией чартами, название студии изменено на Icezone-Music.
Наиболее известные проекты 2000-х годов — Vanilla Ninja, Gracia, Shanadoo, Lemon Ice.
В 2009 году в связи с расширением работы на национальном рынке, зарегистрирован также лейбл Blaue Zone.

## Партнеры компании
- Sony/BMG
- Universal Music